# Karin Kneissl
Pour les articles homonymes, voir Kneissl.
Karin Kneissl, née le 18 janvier 1965 à Vienne, est une diplomate, journaliste et femme politique autrichienne. Experte du Moyen-Orient, elle est ministre fédérale de l'Europe, de l'Intégration et des Affaires étrangères de 2017 à 2019. Elle est politiquement indépendante.

## Biographie

### Origines et formation
Elle passe une partie de son enfance à Amman, où son père travaille comme pilote pour le roi Hussein de Jordanie, participant également au développement de la compagnie aérienne Royal Jordanian. Alors âgée de 17 ans, élève au lycée, elle écrit une lettre inquiète sur la guerre civile au président libanais Amine Gemayel. Durant ses années d'études, elle est active au sein d'Amnesty International et soutient des organisations environnementales et de défense des droits de l'homme à travers le monde,.
Elle étudie le droit et les langues orientales à l'université de Vienne entre 1983 et 1987 puis les relations internationales à l'université hébraïque de Jérusalem et à l'université de Jordanie. Par la suite, elle passe une année en tant que boursière Fulbright au Centre d'études arabes contemporaines de l'université de Georgetown. En 1992, elle obtient un diplôme de l'École nationale d'administration (France). Elle possède également un doctorat en droit international, récompensant un travail portant sur la notion de frontière entre les pays en guerre au Moyen-Orient.

### Carrière professionnelle
En 1990, elle rejoint le ministère des Affaires étrangères. De 1990 à 1998, elle travaille dans le cabinet du ministre des Affaires étrangères de l'ÖVP Alois Mock, au sein du Bureau du droit international, étant également affectée à l'étranger, à Paris et à Madrid.
Elle quitte le service diplomatique à l'automne 1998 et vit depuis Seibersdorf, près de Vienne, où elle est entre 2005 et 2010 conseillère municipale indépendante, cependant élue sur une liste ÖVP,. Elle travaille comme journaliste indépendante pour la presse écrite en allemand et en anglais. Accédant à la notoriété pour ses analyses politiques sur la Radiodiffusion autrichienne, elle est l'auteur de plusieurs livres spécialisés sur les relations internationales.
En tant qu'experte en droit international, en histoire du Moyen-Orient et en énergie, Karin Kneissl enseigne à l'Académie diplomatique de Vienne, à l'EBS Wiesbaden et est conférencière invitée à l'Académie militaire nationale, à l'Académie militaire de Wiener Neustadt et dans des universités libanaises, dont l'université Saint-Joseph de Beyrouth. Pendant dix ans, elle a travaillé au sein du département de science politique de l'université de Vienne. Elle écrit entre autres en tant que correspondante indépendante pour les quotidiens Die Presse et Neue Zürcher Zeitung.

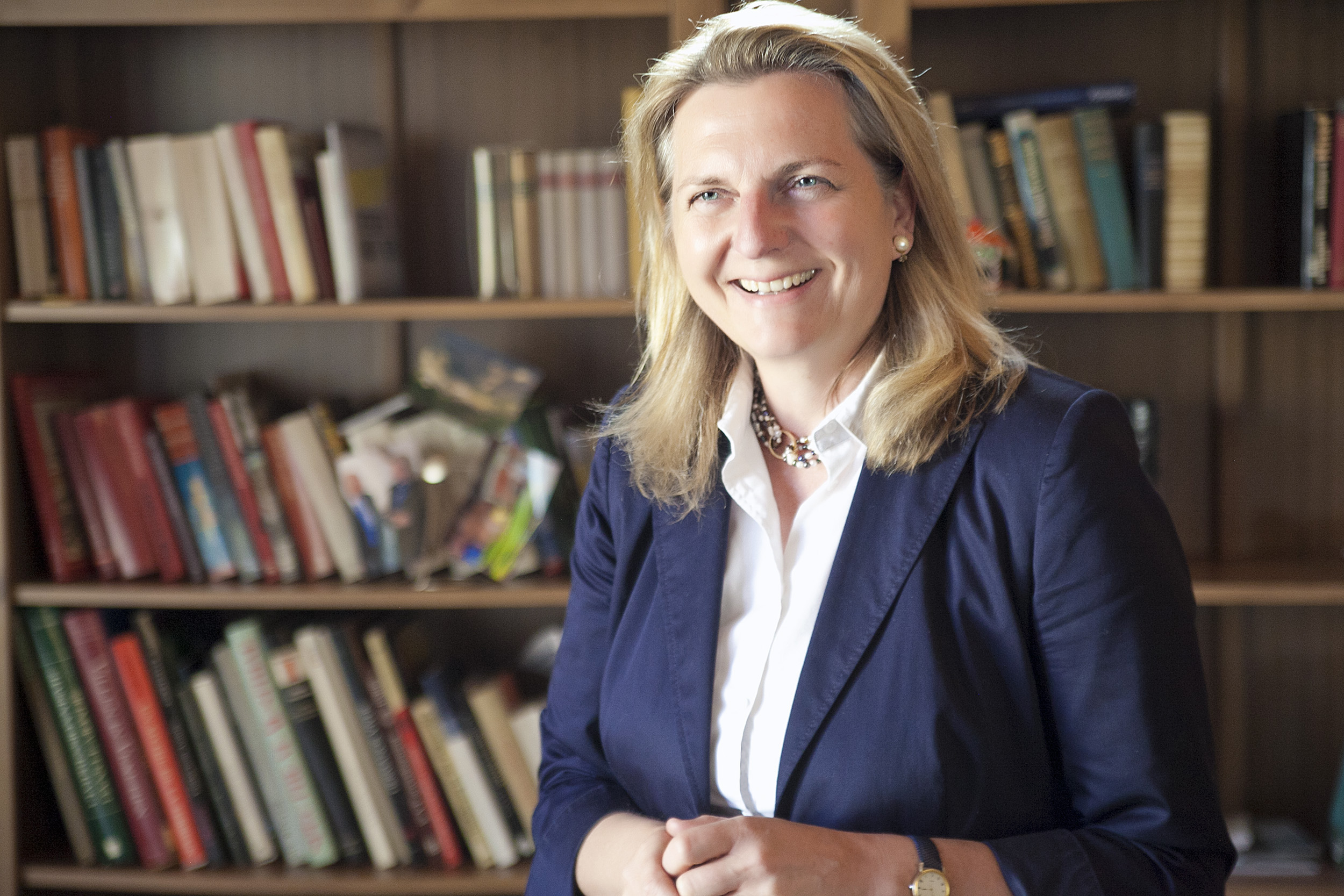
Karin Kneissl en 2012.

Elle est vice-présidente de la Société autrichienne d'études politico-militaires STRATEG. De 2011 à 2015, elle siège au conseil d'administration de Whistleblowing Austria. Le 30 juin 2012, elle est l'invitée d'honneur du « Bal multiculturel » annuel organisé par l'Institut afro-asiatique de Graz (AAI Graz). Le 10 mai 2017, elle est nommée au conseil de surveillance de la Wiener Städtische Versicherungsverein.
Dans ses écrits et prise de paroles publiques, elle critique souvent vivement l'Union européenne, soutient l'indépendance de la Catalogne (à partir de 2012) et soulève la controverse pour certaines remarques sur l'immigration. En juillet 2016, après le référendum sur le Brexit, elle a critiqué le président de la Commission européenne Jean-Claude Juncker en le qualifiant de « cynique du pouvoir », « tapageur » et « arrogant », qui « se comporte comme un César bruxellois ». Une citation de son livre My Middle East suscite également la polémique, car elle y qualifie le sionisme (dont le fondateur est l'Austro-Hongrois Theodor Herzl) d'« idéologie du sang et du sol » basée sur le nationalisme allemand du XIXe siècle. Sur la question des réfugiés, des migrations et de l'intégration, elle est également accusée de nourrir des stéréotypes. Au plus fort de la crise sur le sujet, en 2015, elle souligne que la plupart d'entre eux sont des migrants économiques et que les demandeurs d'asile sont pour la plupart des jeunes hommes de 20 à 30 ans. En septembre 2015, elle déclare à la télévision publique que l'une des raisons des révoltes dans le monde arabe est qu'il y a « ces nombreux jeunes hommes », « contrôlés par la testostérone », « qui n'arrivent plus à avoir une femme » parce qu'ils n'ont ni travail, ni foyer et ne peuvent donc pas accéder au « statut d'homme dans une société traditionnelle ». Elle critique également la chancelière allemande Angela Merkel comme étant « grossièrement négligente » pour ses apparitions avec des réfugiés. Kneissl décrit plus tard l'accord entre l'Union européenne et la Turquie sur les réfugiés comme étant un « non-sens ». De telles remarques suscitent des critiques et des doutes quant à son positionnement politique, se définissant elle-même comme « libre-penseur conservateur », mais reçoivent également des éloges et de la sympathie du parti populiste FPÖ, aux événements duquel elle est alors de plus en plus invitée. En 2016, le chef du FPÖ, Heinz-Christian Strache, envisage de la nommer comme candidate à l'élection présidentielle, mais opte finalement pour Norbert Hofer.
Après la défaite de Hofer face à l'écologiste Alexander Van der Bellen, elle critique ce dernier à l'occasion du débat au sujet de l'interdiction du foulard islamique, doutant de son intelligence et de son caractère. « Pas seulement Trump, d'autres provoquent aussi », s'en prenant au président et au pape François, qui comparent les camps de réfugiés aux camps de concentration.
Elle rejoint en juin 2021 le conseil d'administration du groupe pétrolier Rosneft.
Elle plaide en faveur de relations plus étroites avec la Russie et entretiendrait des relations étroites avec le président russe Vladimir Poutine. Cela a suscité une large attention médiatique à la lumière de l'invasion de l'Ukraine par ce pays en 2022.

### Ministre des Affaires étrangères

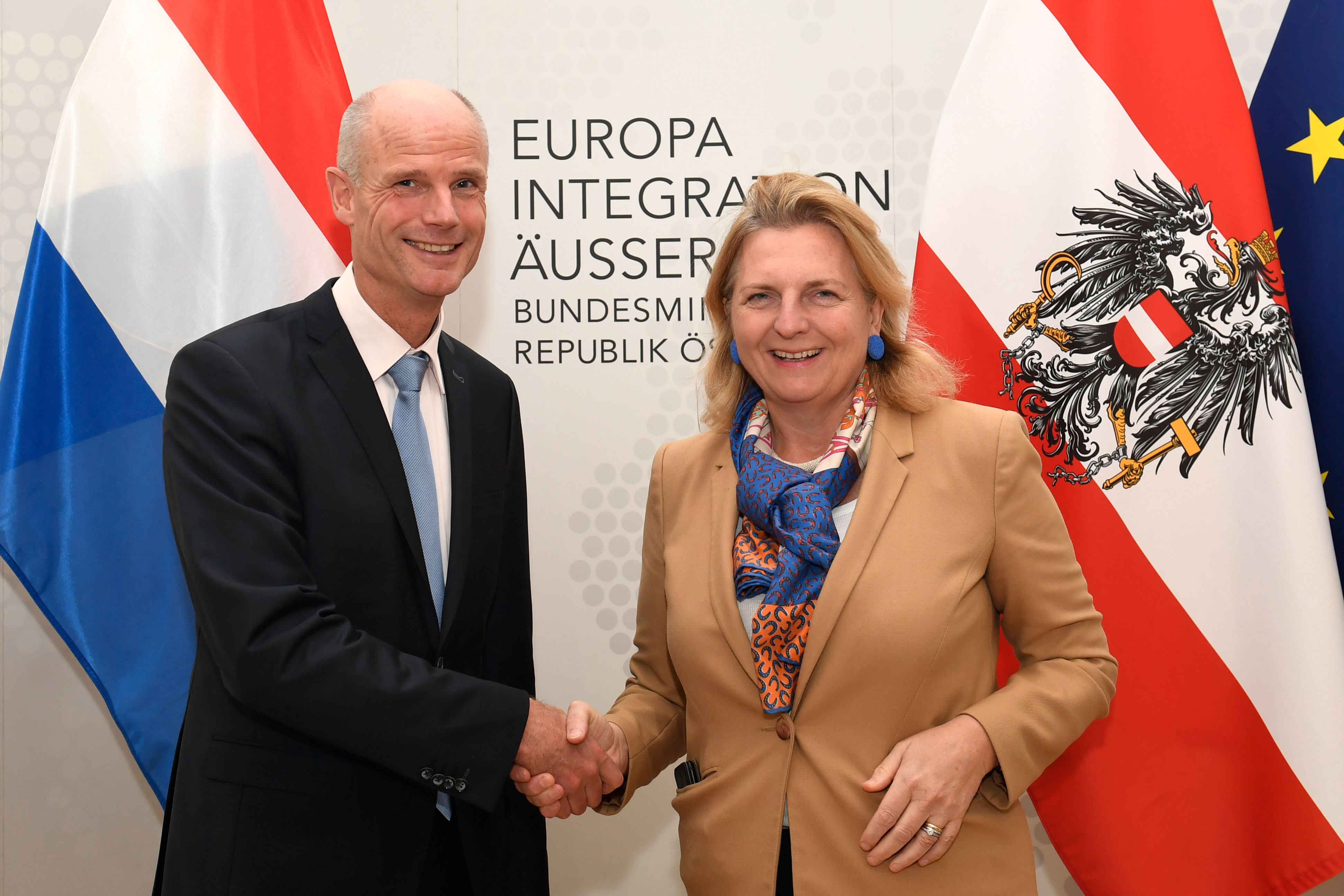
Kneissl avec le ministre néerlandais des Affaires étrangères Stef Blok, en 2018 à Vienne.

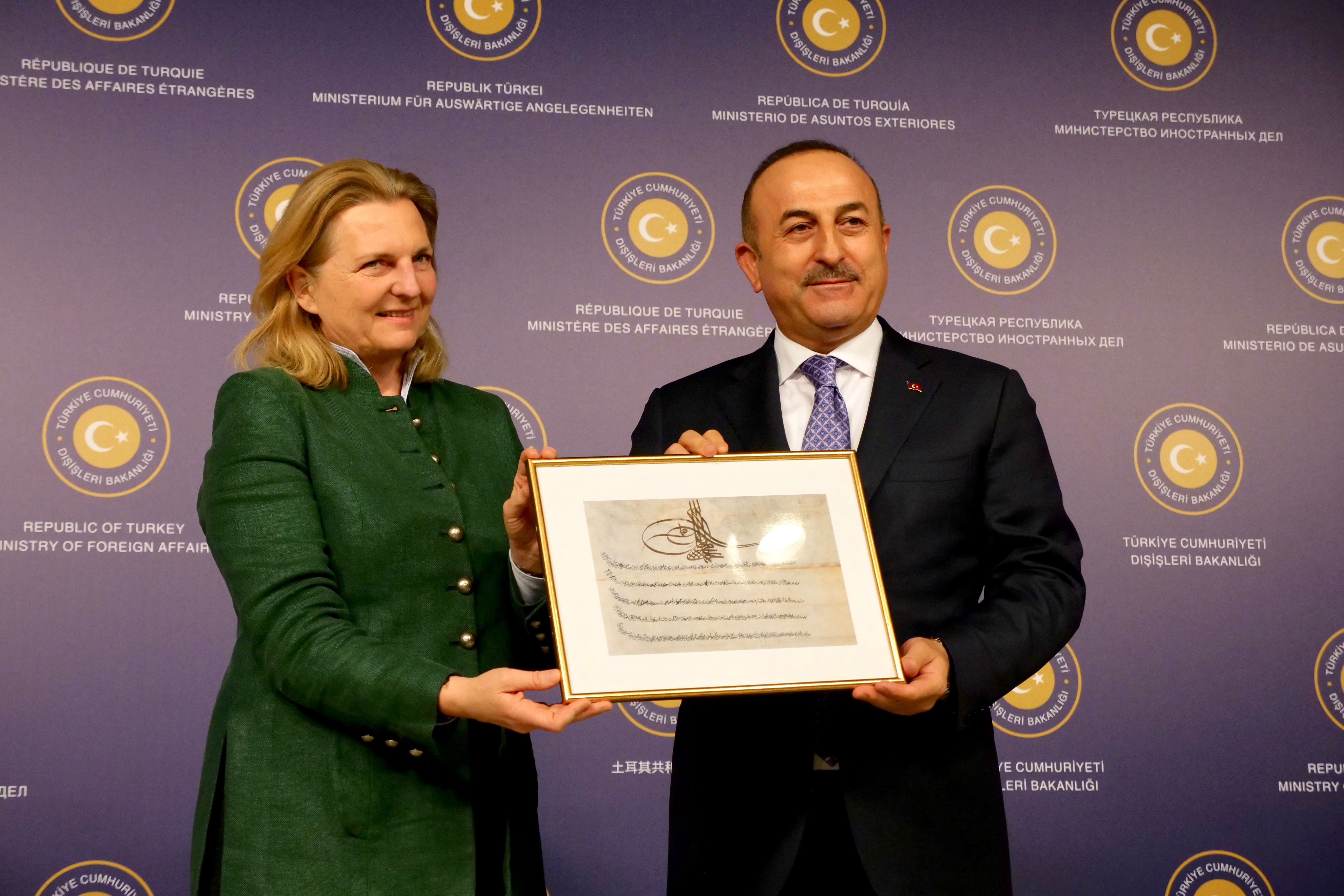
Karin Kneissl avec Mevlüt Çavuşoğlu (2018).

En décembre 2017, lors de la composition du gouvernement Kurz I (ÖVP-FPÖ), après la victoire de Sebastian Kurz lors des élections législatives, elle est désignée par le FPÖ comme personnalité indépendante au poste de ministre des Affaires étrangères. Elle est la troisième femme (après Benita Ferrero-Waldner et Ursula Plassnik) à occuper cette fonction.
La presse estime que la nomination peut également être liée aux réserves exprimées par le président Van der Bellen sur d'autres candidats proposés par le FPÖ pour le poste. Karin Kneissl est félicitée par le chef du FPÖ Strache, qui parle d'elle comme « une grande personnalité, peut-être une future Kreisky en termes de médiation, d'approbation et de publicité de l'Autriche à l'étranger ». En plus de l'allemand, sa langue maternelle, elle parle l'arabe, l'anglais, le français, l'espagnol, l'hébreu, le hongrois et l'italien.

## Vie privée
En août 2018, elle se marie à Gamlitz, un village viticole près de Graz, avec l'homme d'affaires Wolfgang Meilinger. Le président russe Vladimir Poutine est présent lors de la cérémonie.
Elle quitte l'Autriche et s'installe en Russie à Petrushovo en 2023,.

## Publications
- Der Grenzbegriff der Konfliktparteien im Nahen Osten. Dissertation, Université de Vienne, 1991.
- Hizbollah: Libanesische Widerstandsbewegung, islamische Terrorgruppe oder bloss eine politische Partei? Eine Untersuchung der schiitischen Massenbewegung Hizbollah im libanesischen und regionalen Kontext. Landesverteidigungsakademie, Vienne, 2002,  (ISBN 3-901328-69-6).
- Der Energiepoker: Wie Erdöl und Erdgas die Weltwirtschaft beeinflussen. FinanzBuch, München 2006,  (ISBN 3-89879-187-4); 2., überarbeitete Auflage 2008,  (ISBN 978-3-89879-448-0).
- Die Gewaltspirale: Warum Orient und Okzident nicht miteinander können. Ecowin, Salzburg, 2007,  (ISBN 978-3-902404-39-8).
- Testosteron Macht Politik. Braumüller, Vienne, 2012,  (ISBN 978-3-99100-068-6).
- Die zersplitterte Welt: Was von der Globalisierung bleibt. Braumüller, Vienne, 2013,  (ISBN 978-3-99100-086-0).
- Mein Naher Osten. Braumüller, Vienne, 2014,  (ISBN 978-3-99100-112-6).
- Prinz Eugen: Vom Außenseiter zum Genie Europas. Belvedere, Vienne, 2014,  (ISBN 978-3-902805-58-4).
- Wachablöse: Auf dem Weg in eine chinesische Weltordnung. Frank & Frei, 1er septembre 2017,  (ISBN 978-3950434842)

## Sources
- (en) Cet article est partiellement ou en totalité issu de l’article de Wikipédia en anglais intitulé « Karin Kneissl » (voir la liste des auteurs).